# Nimrod
Nimrod es un personaje ficticio creado por la editorial Marvel Comics como némesis de los mutantes en la publicación X-Men. Su nombre se deriva de la figura bíblica descrita en Génesis como "un poderoso cazador". Apareció por primera vez en el título Uncanny X-Men n.º 191 de marzo de 1985 y fue creado por Chris Claremont (guion) y John Romita, Jr. (dibujo).
Oriundo de la línea de tiempo de Días del futuro pasado, Nimrod es un poderoso y virtualmente indestructible descendiente de los centinelas de caza mutantes robóticos. Su nombre se deriva de la figura bíblica descrita en Génesis como "un poderoso cazador".

## Historial de publicaciones
El personaje fue creado por el escritor Chris Claremont y el artista John Romita Jr., y apareció por primera vez en X-Men # 191 (marzo de 1985). Nimrod hizo apariciones posteriores en The Uncanny X-Men # 193-194 (mayo-junio de 1985), # 197 (septiembre de 1985), # 208-209 (agosto-septiembre de 1986), # 246-247 (julio-agosto de 1989), X-Force # 35 (junio de 1994), Cable & Machine Man Annual # 1 (Anual 1998), Mutant X # 10 (julio de 1999), Weapon X: Days of Future Now # 1 (septiembre de 2005), # 4 (diciembre de 2005), New X-Men # 22 (marzo de 2006), # 25-31 (junio a diciembre de 2006), # 36 (mayo de 2007), New Warriors # 3 (octubre de 2007), X-Factor # 23 (noviembre de 2007), y X-Force # 1-2 (abril – mayo de 2008).
Nimrod recibió una entrada en el Manual oficial de Marvel Universe Deluxe Edition # 9.

## Historia Ficticia
Nimrod es un centinela de caza mutante de un futuro alternativo y fue creado por los centinelas que gobiernan esa línea de tiempo. Cuando Rachel Summers viaja hacia atrás en el tiempo hasta el presente, él sigue a Rachel. Aunque no era capaz de viajar solo en el tiempo, fue transportado en el tiempo por Doctor Strange y Magik usando sus poderes para cambiar el tiempo y prevenir a Kulan Gath. Ocupación de Nueva York. De este modo, Nimrod salva la vida del trabajador de la construcción Jaime Rodríguez al matar a un asaltante (el anfitrión destinado de Kulan Gath), que de otro modo habría matado a Rodríguez. En agradecimiento, Rodríguez le ofrece a Nimrod un trabajo y un hogar con su familia, sin darse cuenta de quién o qué es realmente el Centínela que cambia de forma.
Después de recopilar información sobre la línea de tiempo en la que se encuentra, Nimrod eventualmente cambia su directiva principal del exterminio de todos los mutantes, habiendo determinado que tal destrucción generalizada no es necesaria en esta era, solo para el exterminio de mutantes que fueron considerados como proscritos por El gobierno, como los X-Men. Él lucha contra el Juggernaut. Él caza a Summers y los X-Men, pero es derrotado por Rogue cuando ella absorbe los poderes mutantes de Nightcrawler, Kitty Pryde y Colossus. Basado en un plan que Kitty concibe antes de perder el conocimiento, Rogue usa la teletransportación de Nightcrawler para teletransportar parte del cuerpo de Nimrod, con la invulnerabilidad combinada de Rogue y Colossus protegiendo a Rogue de la tensión física resultante de una manera que Nightcrawler no podría haber manejado. Algún tiempo después de esto, Nimrod se hace famoso con el público de la ciudad de Nueva York como un heroico vigilante, asumiendo que es simplemente un hombre con armadura poderosa. También adopta la personalidad más humana, Nicholas Hunter, como parte de un alias de portada como trabajador de la construcción.
Más tarde, Nimrod se enfrenta a las fuerzas combinadas de los X-Men y el Club Fuego Infernal y se demuestra como una amenaza poderosa, matando a la Torre Negra Friedrich Von Roehm, causando el ataque al corazón de Harry Leland, casi matando a Nightcrawler e hiriendo gravemente a Rogue y Sebastian Shaw.
Cuando Nimrod se encuentra con una pieza del gigantesco Molde Maestro de Centínela mientras trabaja en una obra en construcción, su programación es elegida de inmediato; Molde Maestro se fusiona con Nimrod, utilizando sus sistemas para reconstruir Nimrod en su propia imagen. Los X-Men están inicialmente presionados para derrotar al Molde Maestro renacido, pero Nimrod acude en su ayuda, afirmando que también ha evolucionado y ya no los ve ni a los mutantes como una amenaza. Nimrod afirma tener suficiente control sobre Molde Maestro para que quede inmóvil, e incluso lo convence de que también se ha convertido en un mutante. Por lo tanto, para cumplir con su directiva principal de exterminar mutantes, debe autodestruirse. Los restos de ambos robots son empujados a través del Sitio Peligroso, una puerta mística que hace que todos los que pasaron a través de ella renacen con nuevos cuerpos. Nimrod y Mode Maestro se fusionan en el ser Bastión.
En X-Force # 35, aparece una versión moderna de Nimrod. Creada por una rama del Proyecto Wideawake, esta versión se basa en la tecnología derivada del Nimrod del futuro. Se desactiva cuando Cable convence a Nimrod de que su existencia podría causar una paradoja y dañar la secuencia de tiempo.
El reverendo William Stryker encontró a un Nimrod dañado al ingresar a la línea de tiempo de Marvel 616 desde una alternativa. Stryker usa los recuerdos de Nimrod para planear un ataque contra los X-Men y otros mutantes, pero Nimrod altera sus recuerdos para facilitar su propio escape, y Stryker es derrotado. Durante el arco de la historia de New X-Men"Nimrod", busca a Forja, a quien cree que es su creador. Nimrod cree que Forge puede reparar su cuerpo dañado, pero Forja, en cambio, transfiere la programación de Nimrod a un nuevo cuerpo que Forja puede controlar. Creyendo que Forja está en peligro, los New X-Men viajan a su departamento para ayudarlo. Esto eventualmente lleva a Nimrod a ganar control sobre su cuerpo y atacar a Forja y los Nuevos X-Men. Nimrod es derrotado cuando la oleada sobrecarga la unidad temporal de Nimrod, expulsando a Nimrod fuera de la secuencia de tiempo. Nimrod sobrevive y viaja en el tiempo hasta marzo de 1985 con su memoria dañada, lo que resulta en su existencia en la línea de tiempo "verdadera", con la historia de Rachel borrada, convirtiéndose en una paradoja del bucle temporal.
La serie X-Force revela que los Purificadores retuvieron la mayor parte del cuerpo de Nimrod y lo fusionaron con la cabeza de Bastion para reformar Bastion. Luego, usando el virus de transmodo Technarch, revive numerosos villanos que han destruido muchos mutantes.
Durante los eventos de Second Coming, él personalmente se enfrenta a Hope Summers, Rogue y Nightcrawler, lo que lleva a la muerte de este último. Bastion parece estar volviendo más y más a ser completamente Nimrod. Algún tiempo después, Bastion desata una horda interminable de Nimrods de un futuro desconocido para destruir a los X-Men. Sin embargo, X-Force, Cypher y Cable van a ese futuro y destruyen el molde maestro que los controla. Al final del cruce, el Nimrod original (Bastión) toma su forma original, pero es destruido por Hope. Posteriormente se muestra que el cofre y la cabeza de Nimrod se exhiben en la sede de X-Force. Deathlok lo identifica como la versión 32.1 y la posibilidad de que su futuro llegue a ser es 1.34%.
Durante un breve vistazo a tres meses del futuro visto en Uncanny Avengers, Havok, Bruja Escarlata y Sunfire se muestran huyendo de un nuevo modelo de Centinela. Havok se refiere a las máquinas como unidades Nimrod, y menciona que fueron construidas por Tony Stark.

## Poderes y Habilidades
Nimrod es la forma más avanzada de robot Centinela. Nimrod puede convertir su apariencia externa para parecerse a la de un ser humano ordinario. Nimrod también puede reconstruirse para realizar mejoras en su forma robótica y sistemas internos que lo convertirán en un oponente más formidable. Incluso cuando se hace pedazos, Nimrod puede reintegrar las partes de su cuerpo para volver a estar completo de nuevo. Al parecer, la conciencia electrónica de Nimrod puede existir de alguna manera independientemente de su cuerpo físico, al menos temporalmente. Físicamente, Nimrod se clasifica en el "Manual oficial del Universo Marvel" como poseedor de la fuerza "Clase 1000" porque Nimrod podría involucrar al Juggernaut en el combate cuerpo a cuerpo.
Nimrod contiene sistemas informáticos altamente avanzados, así como dispositivos de escaneo que le permiten determinar si un ser humano es un sobrehumano o no; si lo son, él puede determinar la naturaleza de sus habilidades sobrehumanas. Como los Sentinels actuales, Nimrod puede recurrir a dispositivos y sistemas dentro de su cuerpo robótico para hacer frente o neutralizar el poder sobrehumano de un oponente una vez que haya determinado la naturaleza de ese poder.
Nimrod es capaz de proyectar explosiones de energía, energía magnética para levitar material, crear campos de fuerza y puede teletransportarse. Nimrod tiene una debilidad por ataques elementales como rayos o frío extremo.

## Otras versiones

### Ultimate Marvel
La realidad de Ultimate Marvel contó con Nimrod Model Sentinels en Ultimate Comics: X-Men. Esta descripción son nuevos Centinelas desarrollados por el gobierno de los Estados Unidos después de la Ultimatum Wave. Uno de esos modelos persigue y derriba con éxito a Rogue hasta que es rescatado por Kitty Pryde. Con el tiempo se infunden los patrones cerebrales de William Stryker Jr cuando manifiestan poderes mutantes por primera vez en años. Los Centinelas de Nimrod posteriormente construyen una base para sus operaciones basadas en Molde Maestro.

## En otros medios

### Televisión
- Nimrod apareció en X-Men: The Animated Series. Similar a los cómics originales, esta versión es un Centinela futurista de la línea de tiempo de Bishop. En el episodio "Días del futuro pasado" [Parte 1], luchó contra Wolverine y luego siguió a Bishop hasta la década de 1990. Nimrod más tarde pelea con los X-Men mientras intenta perseguir a Bishop. Fue derrotado por la habilidad de control del clima mutante de Tormenta y Bishop. Nimrod tiene un rol de apoyo en "Valor de un hombre" [Partes 1 y 2]. Nimrod, bajo las órdenes de Master Mold, actúa como guardián de Trevor Fitzroy y Bantam en el asesinato de Charles Xavier en 1959. Después de disfrazarse de su objetivo, Nimrod lucha contra Bishop, y versiones alternativas de Wolverine y Storm, pero una vez más es derrotado. Aunque Fitzroy y Bantam tienen éxito, Master Mold le encarga a Nimrod que elimine a los cuatro mutantes que viajan en el tiempo que los aliados mutantes reacios del Master Mold. Mientras Fitzroy y Bantam desertan, Nimrod presumiblemente elimina Shard y Forja, pero no otros tres mutantes que viajan en el tiempo. Volviendo a 1959, Nimrod se disfraza de nuevo como un amigo (con la voz de Kay Tremblay) para acercarse a Xavier. Sin embargo, la lucha de Nimrod con los tres mutantes que viajan en el tiempo no termina en su favor.
- Nimrod tiene un cameo en X-Men Evolution. En el final de la serie, uno de los sucesos de la visión del futuro que tiene el Profesor X muestra a Nimrod liderando un ejército de Centinelas.
- Un concepto de Nimrod-esque llamados Sentinel Hounds aparece en la serie animada Wolverine and the X-Men. Los Sentinel Hounds se basan en los experimentos de Bolivar Trask para replicar el factor de curación mutante de Wolverine para combatir a los mutantes en el futuro dominado por los Centinelas.

### Película
- Nimrod-esque Sentinels aparece en la película de 2014 X-Men: días del futuro pasado. Esta variación es más pequeña que los Centinelas originales de aproximadamente cuatro metros de altura, y tienen la capacidad de cambiar para imitar y contrarrestar las habilidades mutantes, según los experimentos de Industrias Trask con las habilidades mutantes auto-alterantes de Mystique. Debido a esto, se les puede ver alterando sus cuerpos para imitar las habilidades de los X-Men con los que lucharon. Más comúnmente, se les ve alterando las formas de sus brazos en cuchillas y garras extremadamente afiladas para empalar a sus víctimas y pueden disparar ráfagas de energía desde sus cabezas. Algunos de los poderes y la resistencia general de esta variante son muy similares a los de Nimrod en la historia del cómic original.[15][16]

### Videojuegos
- Nimrod aparece en el juego de arcade X-Men. Actúa como el Jefe de la Etapa 4. También regresa en la Etapa 7 como el cuarto jefe (de cinco) después de la Reina Blanca y antes de Juggernaut en la base de Magneto en el Asteroide M.
- Nimrod es un personaje principal en X-Men: El legado de Gamesmaster para el Sega Game Gear.
- Nimrod aparece en Marvel: Avengers Alliance. En el Capítulo 2, los jugadores luchan contra una Serie Nimrod MK IV.
- Nimrod es un jefe en The Uncanny X-Men - Days of Future Past, un juego para Android basado en la historia de los cómics del pasado del futuro.
- Nimrod aparece como personaje jugable en Marvel Contest of Champions.